# Texas Instruments LCM-1001
Texas Instruments LCM-1001 (LCM-1001) је био кућни рачунар фирме Тексас Инструментс (Texas Instruments) који је почео да се производи у САД од 1976. године.
Користио је 4-битни SPB0400 као микропроцесор.

## Детаљни подаци
Детаљнији подаци о рачунару LCM-1001 су дати у табели испод.
|                       |                                                              |
| [ 1 ]                 |                                                              |
| Произвођач            | Тексас Инструментс                                           |
| Тип                   | кућни рачунар                                                |
| Меморија              | непознато                                                    |
| Поријекло             | Сједињене Америчке Државе                                    |
| Година                | 1976                                                         |
| Тастатура             | тастери за податке / адресе / контролу                       |
| Процесор              |                                                              |
| Фреквенција процесора | непознато                                                    |
| RAM                   | непознато                                                    |
| ROM                   |                                                              |
| Текст                 |                                                              |
| Графика               |                                                              |
| Боја                  |                                                              |
| Звук                  | 3 гласа / 9 октава, 4 таласна облика (звучни излаз преко ТВ) |
| Димензије             | 41,4 (ширина) x 24,3 (дубина) x 5,9 (висина) / 1710          |
| Портови               |                                                              |
| Оперативни систем     |                                                              |